# Xuelian Feng
Xuelian Feng (雪莲峰 em chinês) é uma montanha na República Popular da China, com 6627 m de altitude. É a 84.ª montanha de maior proeminência topográfica. Fica na cordilheira Tian Shan, a 50 km a este-nordeste do Jengish Chokusu.
A primeira ascensão do Xuelian Fen foi feita em agosto de 1990 por uma expedição japonesa com Motochiro Fujita, Hideki Sakai, Mikio Suzuki, Etuo Nishikawa, Hiroshi Kojiri, Takuo Kato, Reiji Takahashi e Kazuo Tukushima.